# Erzengel-Michael-Kirche (Qaskeleng)
Die Kirche des Erzengel Michael (russisch Храм во имя святого Архистратига Божия Михаила) ist ein russisch-orthodoxes Kirchengebäude in der kasachischen Stadt Qaskeleng. Erbaut im Jahr 1900 ist sie heute eines der ältesten Gebäude der Stadt; sie gehört zur Eparchie Astana und Almaty.

## Geschichte
Gegen Ende des 19. Jahrhunderts war Qaskeleng ein wachsendes Dorf und die hier wohnenden Kosaken benötigten ein Kirchengebäude. So wurde ein Vorgängerbau der heutigen Kirche in den Jahren 1866 bis 1867 errichtet. Dies war eine kleine Holzkirche, die der wachsenden Bevölkerung des Ortes schon bald nicht mehr genügend Platz bot. Bei einem Erdbeben 1887 wurde die Kirche schwer beschädigt und es wurde der Bau einer neuen größeren Kirche am selben Standort in Betracht gezogen. Der Bau des neuen Gebäudes wurde aus kirchlichen Mitteln, teilweise auch aus Spenden von Gemeindemitgliedern finanziert. 1900 konnte der Bau des neuen Kirchengebäudes abgeschlossen und am 4. Juni dem Erzengel Michael geweiht werden. Auch diese Kirche war wieder ein Holzbauwerk auf einem Steinfundament, an der Westfassade wurde ein Glockenturm mit fünf Glocken angefügt.
Gegen Ende der 1920er Jahre setzte zunehmend die Verfolgung religiöser Aktivitäten in der Sowjetunion ein. 1928 wurde die Kirche zuerst beschlagnahmt, dann geschlossen und geplündert. Die Glocken wurden entfernt, der Glockenturm und die zentrale Kuppel wurden zerstört und der Innenraum verändert. Im Gebäude wurde ein zweites Stockwerk errichtet und in die Holzwände wurden Durchgänge für Türen geschnitten. Danach waren zuerst die Bezirksbibliothek, dann ein Kulturhaus und schließlich ein Tanzclub hier untergebracht. In den 1970er Jahren wurde an der Stelle des Altars eine Bühne aufgebaut. Ab den späten 1980er Jahren verfiel das Bauwerk zunehmend.
1995 wurde das Kirchengebäude wieder an die russisch-orthodoxe Kirche Kasachstans zurückgegeben. Nachdem das Bauwerk renoviert wurde, wurde der erste Gottesdienst zu Ostern 1999 gefeiert. 2011 wurden auf der Kuppel auf dem Hauptgebäude und auf dem Glockenturm goldene Kuppeln angebracht. 2013 wurden im Glockenturm zehn neue Glocken installiert. 